# Congresso internazionale dei fisici

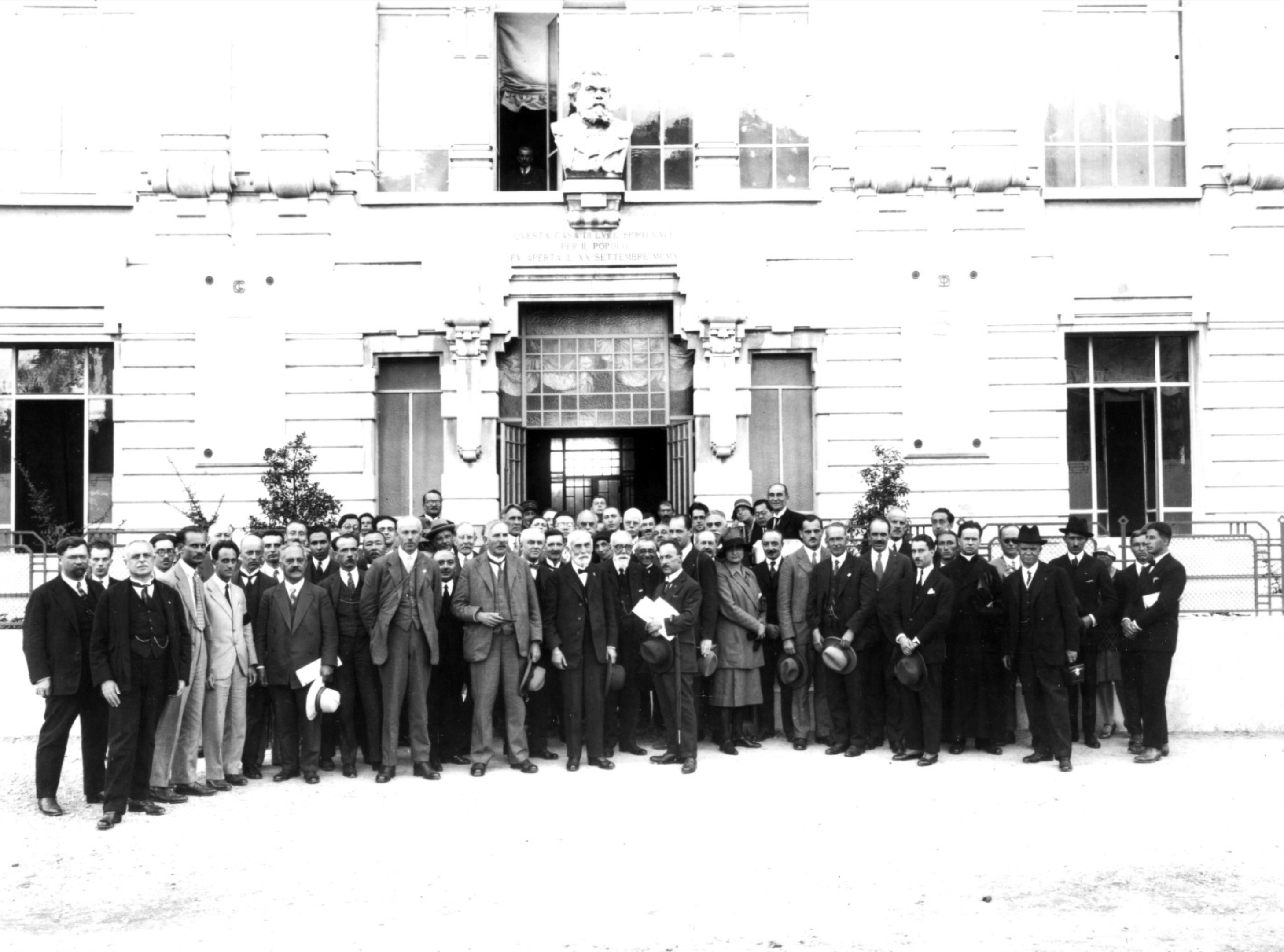

Il Congresso internazionale dei fisici è un congresso di fisica che si è tenuto dall'11 al 27 settembre 1927 a Como, per celebrare il 1º centenario della morte di Alessandro Volta. L'evento è divenuto estremamente significativo nella storia della fisica moderna.
Aperto l'11 settembre da Quirino Majorana, presidente dalla Società italiana di fisica, si concluse il 27 settembre. In un momento nel quale la meccanica quantistica va definendo le basi di una nuova visione del mondo, sono invitati a Como tutti i protagonisti di quello straordinario fermento. Il solo Albert Einstein non partecipa, per la sua ferma opposizione al regime di Mussolini.

## Storia
Dei 61 partecipanti, alcuni sono giovanissimi: Wolfgang Pauli ha 27 anni, Werner Karl Heisenberg, Enrico Fermi e Franco Rasetti ne hanno 26, Paul Dirac 25. Sono presenti dieci premi Nobel per la fisica: Niels Bohr (1922), William Lawrence Bragg (1915), Arthur Compton (1927) James Franck (1925), Hendrik Lorentz (1902), Guglielmo Marconi (1909), Robert Millikan (1923), Max Planck (1918), Max von Laue (1914), Pieter Zeeman (1902), oltre a due premi Nobel per la chimica Francis William Aston (1922) e Ernest Rutherford (1908). I presenti che presero il Nobel successivamente furono: Max Born (1954), Werner Karl Heisenberg (1932) e Otto Stern (1943), Irving Langmuir (1932), oltre ai già citati Dirac (1933), Fermi (1938) e Pauli (1945).
Dopo la visita all'Università di Pavia, il 17 settembre, i partecipanti si trasferiscono a Roma dove, in Campidoglio, Guglielmo Marconi pronuncia il discorso di commemorazione dinanzi a Benito Mussolini. Il Congresso si caratterizza come una vera e propria inaugurazione ufficiale della meccanica quantistica e Bohr, affrontando le nuove questioni epistemologiche, enuncia per la prima volta il principio di complementarità con il quale si prova a risolvere il problema aperto da Louis de Broglie del dualismo onda-corpuscolo degli enti fisici, sostenendo che tali aspetti sono rappresentazioni complementari di un'unica realtà «che si escludono mutuamente». Fermi presenta la sua teoria quantistica del gas perfetto.
I congressisti, infine, riconoscono ad Alessandro Volta la priorità nella scoperta della legge della uniforme dilatazione isobara dell'aria e del vapore, impropriamente attribuita a Joseph Louis Gay-Lussac, cui va il merito di averne estesa la validità a tutti gas.